# 広島電鉄3800形電車

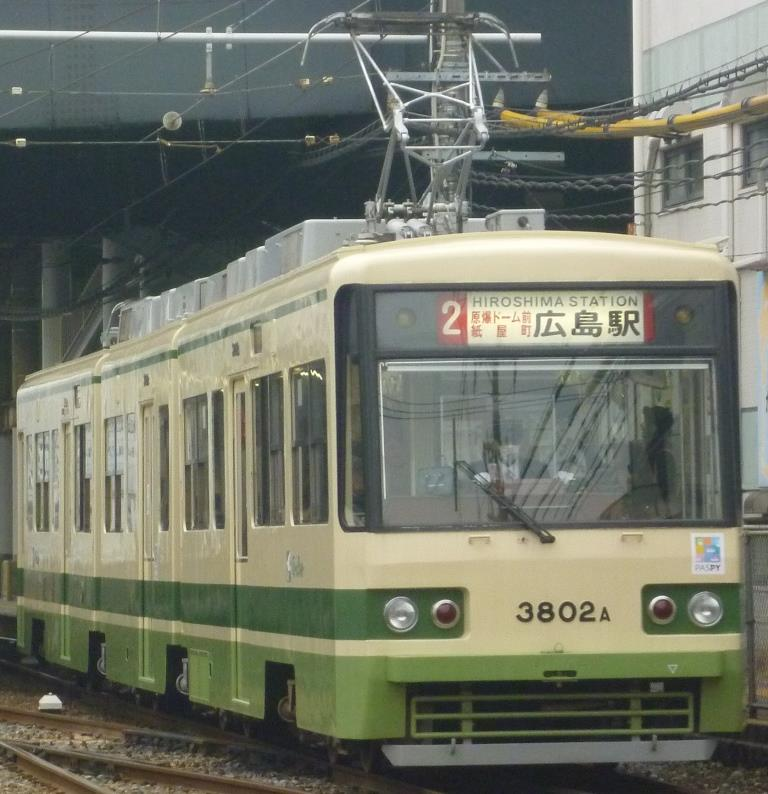
3802号。前照灯・尾灯が丸形。空調制御装置はC車1台のみの設置。

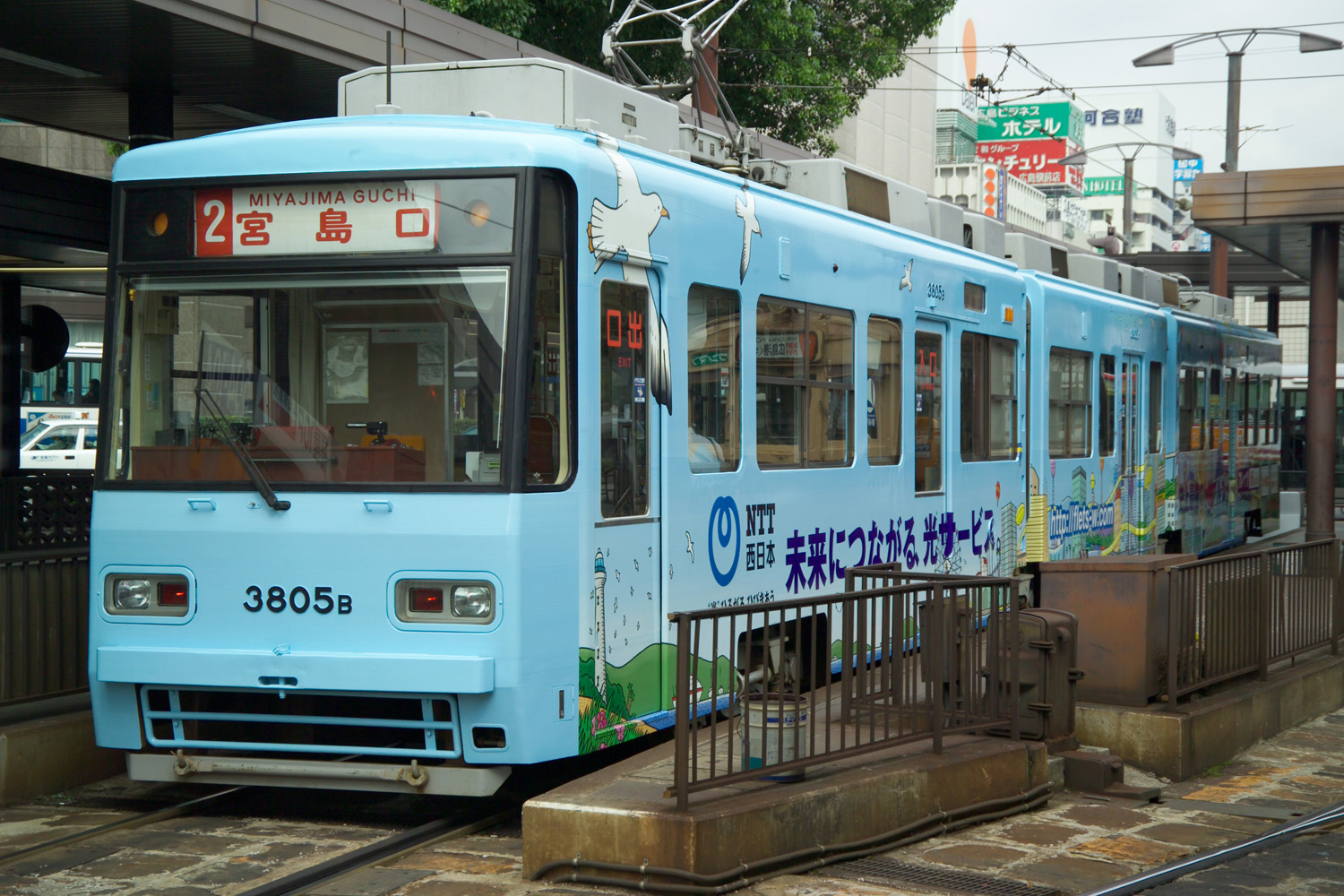
3805号。前照灯・尾灯が角形。

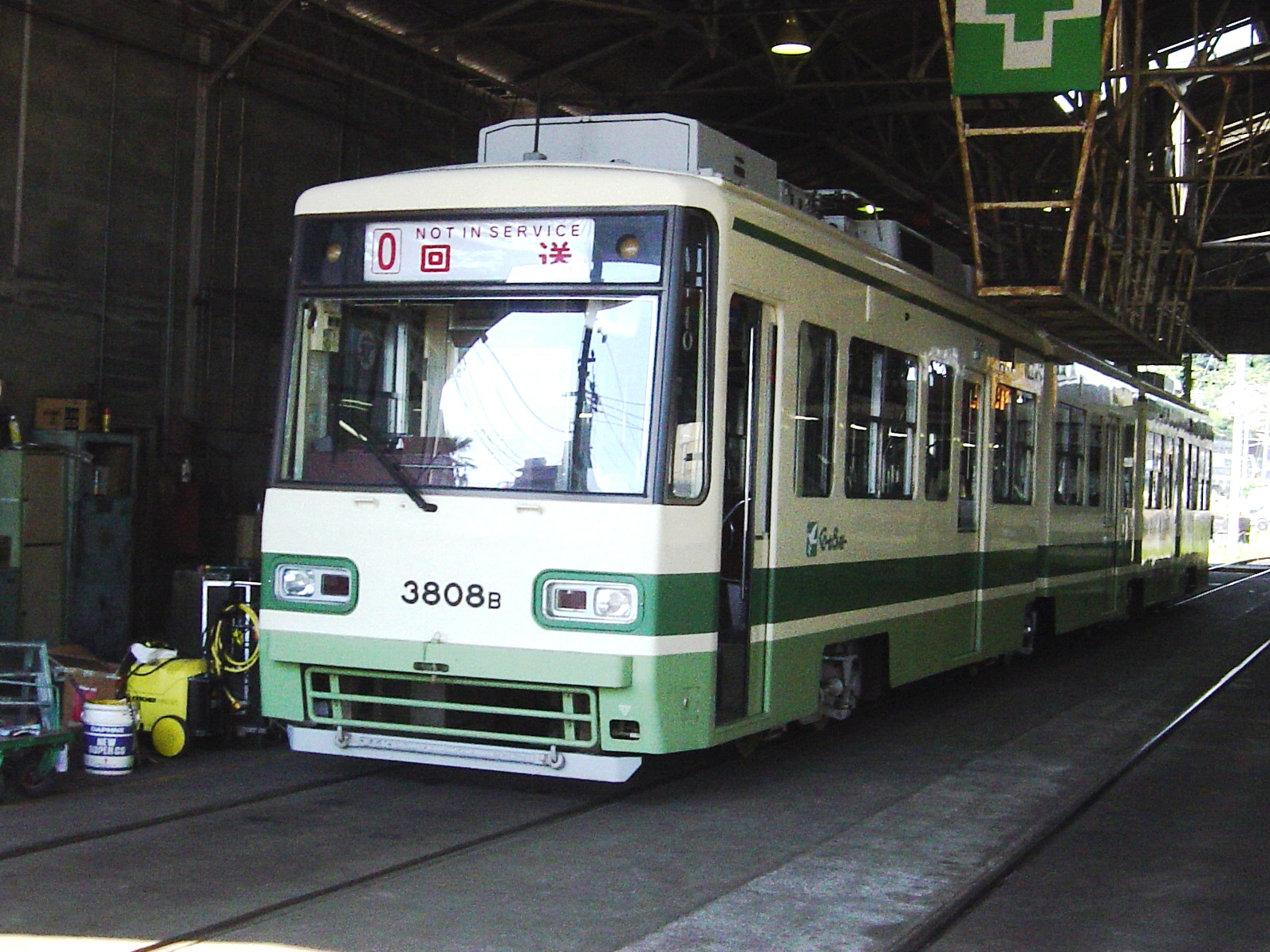
3808号。荒手車庫（許可を得て撮影）2004年6月撮影

広島電鉄3800形電車（ひろしまでんてつ3800かたでんしゃ）とは、1987年に登場した広島電鉄の路面電車である。愛称は「ぐりーんらいなー」（3950形まではこの愛称が付く）。

## 概要
広電では3700形に次ぐ連接車で、同社初のVVVFインバータ制御車でもある。製造はアルナ工機。路面電車である市内線と鉄道線である宮島線を直通運用可能な車両で、床面高を780 mmと従来より低くしている。9編成が製造された。
3801-3803
1987年に製造されたグループ。ヘットライトが丸形である。なお3801は3800形で唯一幕の位置が異なる。また3802・3803は空調制御装置がC車搭載1台に変更されている（他の3800形はA,B車2台搭載）。
3804･3805
1988年に製造されたグループ。角形のコンビネーションライトが採用された。また、広電が昭和に導入した最後の車両となった。
3806-3809
1989年に製造されたグループ。仕様は3804・3805とほとんど変わらないが、運転台後ろの広告スペース部分の配置が異なり、手すりが設置されている。
その後の量産は3900形に移行した。

## 運用
本来の宮島線直通以外にも、市内線内運用でも使用される

## 各車状況
特記がある場合を除き、2025年2月現在の状態を示す
| 車号 | 竣工       | 所属車庫 | 塗装                                | ICカード全扉乗降サービス対応日 | 備考                                                  |
| ---- | ---------- | -------- | ----------------------------------- | ------------------------------ | ----------------------------------------------------- |
| 3801 | 1987年3月  | 荒手車庫 | 標準色                              | 2022年4月29日                  | - 行先表示器がLED式に変更 - ワンマン使用車            |
| 3802 | 1987年11月 | 千田車庫 | エイブル・CHINTAI（フルラッピング） | 2022年4月8日                   | - 機器更新 - 行先表示器がLED式に変更 - ワンマン使用車 |
| 3803 | 1987年11月 | 千田車庫 | 標準色                              | 2022年5月31日                  | - 機器更新 - 行先表示器がLED式に変更 - ワンマン使用車 |
| 3804 | 1988年11月 | 千田車庫 | 標準色                              | 2022年4月21日                  | ワンマン使用車 行き先表示器がLED式に変更              |
| 3805 | 1988年11月 | 荒手車庫 | 標準色                              | 2022年5月19日                  | ワンマン使用車 行き先表示器がLED式に変更              |
| 3806 | 1989年4月  | 千田車庫 | 標準色                              | 2022年4月23日                  | ワンマン使用車 行き先表示器がLED式に変更              |
| 3807 | 1989年4月  | 千田車庫 | リースキン（部分ラッピング）        | 2022年4月16日                  | ワンマン使用車 行き先表示器がLED式に変更              |
| 3808 | 1989年12月 | 荒手車庫 | - たびまちゲート広島 - 帯広告       | 2022年5月13日                  | ワンマン使用車 行き先表示器がLED式に変更              |
| 3809 | 1989年2月  | 千田車庫 | 標準色                              | 2022年5月12日                  | 機器更新 ワンマン使用車 行き先表示器がLED式に変更     |